# زيرون
الزيرون (الاسم العلمي:Xyris) هو جنس من النباتات يتبع الفصيلة الزيرونية من رتبة القبئيات.

## أنواع الزيرون
- زيرون أنديزي
- زيرون ثنائي الشكل
- زيرون جبلي
- زيرون دروموندي
- زيرون رخو الأزهار
- زيرون صلب
- زيرون طويل السبلة
- زيرون فلوريدي
- زيرون قصير الأوراق
- زيرون كاروليني
- زيرون متأخر
- زيرون مخطط
- زيرون مروحي الشكل
- زيرون مفلطح الحراشف
- زيرون ملتبس
- زيرون ملتوي
- زيرون مهدب
- زيرون هندي